# Vlag van Wetterskip Lauwerswâlden

Vlag van Wetterskip Lauwerswâlden
(ca. 1997-2004)

De vlag van Wetterskip Lauwerswâlden werd op onbekende datum omstreeks 1997 aan het Friese waterschap toegekend. Vanaf 2004 is de vlag niet langer als de vlag van deze waterschap in gebruik omdat het waterschap Wetterskip Lauwerswâlden in de nieuwe gemeente Wetterskip Fryslân op is gegaan.

## Beschrijving
De beschrijving van de vlag is als volgt:
een hijs van 1/3 vlaglengte in vier golvende banen, geel, groen, wit en groen, in een verhouding van 3:1:1:1; in het geel een groen eikenblad; de vlucht in vijf golvende banen, rood, wit, rood, wit en rood, in een verhouding van 1:1:1:1:2.
De vlag is gebaseerd op het wapen van deze waterschap. In het ontwerp van de vlag zijn de golvende banen duidelijk zichtbaar en op een snelle wijze over het oppervlak verspreid, zodat de kwartilering nog steeds zichtbaar is en de focus ligt op het merendeel van het werkgebied van het waterschap, dat Oostergo wordt genoemd. In de broektop is een eikenblad geplaatst, wat nogmaals verwijst naar het tweede deel van de naam van het waterschap, namelijk: walden. 

## Verwante symbolen

Wapen van Wetterskip Lauwerswâlden

Aa en Maas · Amstel, Gooi en Vecht · Brabantse Delta · Delfland · De Dommel · Drents Overijsselse Delta · Fryslân · Hollands Noorderkwartier · Hollandse Delta · Hunze en Aa's · Limburg · Noorderzijlvest · Rijn en IJssel · Rijnland · Rivierenland · Scheldestromen · Schieland en de Krimpenerwaard · De Stichtse Rijnlanden · Vallei en Veluwe · Vechtstromen · Zuiderzeeland
Voormalige waterschappen: 
De Aa · De Aarlanden · Alblasserwaard en de Vijfheerenlanden · De Alm · Amelander Grieën · Amstel- en Gooiland · Amstelland · Boarn en Klif · De Bovenvecht · Drentse Aa · Duurswold · Eemszijlvest · Goeree-Overflakkee · Gouwelanden · Groot Maas en Waal · Groot-Haarlemmermeer · Groot-Waterschap van Woerden · Groote Waard · Haarlemmermeerpolder · Hulster Ambacht · IJsselmonde · Krimpenerwaard · Land van Heusden en Altena · Het Lange Rond · Lauwerswâlden · Leidse Rijn · Linge · De Maaskant · Het Maasterras · Mark en Dintel · Marne-Middelsee · Meer en Woude · De Middelsékrite · De Nederwaard · Noord-Beveland · Noord- en Zuid-Beveland · Noord-Limburg · Noord-Veluwe · Noordhollands Noorderkwartier · Noordoostpolder · Noordwoude · Oldambt · Oude IJssel · De Overwaard · De Proosdijlanden · Purmer · Regge en Dinkel · De Runde · Salland · Schermer · Schieland · De Schipbeek · Schouwen-Duiveland · Sevenwolden · De Stellingwerven · Tholen · Tusken Waed en Ie · Uitwaterende Sluizen in Kennemerland en West-Friesland · De Vechtlanden · De Vier Noorder Koggen · Het Vrije van Sluis · De Waadkant · Walcheren · Waterland · De Waterlanden · Westergo's IJsselmeerdijken · Westerkwartier · Westfriesland · Wilck en Wiericke · Wilhelminapolder · Zuiveringschap Limburg